# 2017 Kids’ Choice Awards
30 щорічна премія Nickelodeon Kids' Choice Awards 2017 (Нікелодєон Кідс Чоіс Евордс 2017) відбувся 11 березня, 2017 о 8 вечора, у Лос-Анджелесі.

## Ведучі, виконавці та трюки

### Ведучі
| Джон Сіна |

## Номінації

### Категорії фільму
| Улюблений фільм                                                  | Результат | Улюблений кіноактор                                                     | Результат |
| ---------------------------------------------------------------- | --------- | ----------------------------------------------------------------------- | --------- |
| Бетмен проти Супермена: На зорі справедливості                   | Номінація | Бен Аффлек (Бетмен, Бетмен проти Супермена: На зорі справедливості)     | Номінація |
| Перший месник: Протистояння                                      | Номінація | Кріс Еванс, (Капітан Америка, Перший месник: Протистояння)              | Номінація |
| Мисливці на привидів                                             | Перемога  | Кріс Гемсворт (Кевін Бекман, Мисливці на привидів)                      | Перемога  |
| Дракон Піта                                                      | Номінація | Генрі Кавілл (Супермен, Бетмен проти Супермена: На зорі справедливості) | Номінація |
| Бунтар Один. Зоряні Війни. Історія                               | Номінація | Роберт Дауні мол. (Залізна людина, Перший месник: Протистояння)         | Номінація |
| Черепашки-ніндзя 2                                               | Номінація | Віл Арнетт (Вернон, Черепашки-ніндзя 2)                                 | Номінація |
|                                                                  |           |                                                                         |           |
| Улюблена кіноактриса                                             | Результат | Улюблений анімаційний фільм                                             | Результат |
| Емі Адамс (Лоіс, Бетмен проти Супермена: На зорі справедливості) | Номінація | У пошуках Дорі                                                          | Перемога  |
| Фелісіті Джонс (Джин, Бунтар Один. Зоряні Війни. Історія)        | Номінація | Ваяна                                                                   | Номінація |
| Крістен Віг (Єрін, Мисливці на привидів)                         | Номінація | Співай                                                                  | Номінація |
| Меган Фокс (Ейпріл, Черепашки-ніндзя 2)                          | Номінація | Секрети домашніх тварин                                                 | Номінація |
| Мелісса Мак-Карті (Еббі, Мисливці на привидів)                   | Перемога  | Тролі                                                                   | Номінація |
| Скарлетт Йоганссон (Чорна вдова, Перший месник: Протистояння)    | Номінація | Зоотрополіс                                                             | Номінація |
|                                                                  |           |                                                                         |           |
| Улюблений голос анімаційного персонажу                           | Результат | Улюблений лиходій                                                       | Результат |
| Анна Кендрік (Розочка з фільму «Тролі»)                          | Номінація |                                                                         |           |
| Двейн Джонсон (Мауї з фільму «Моана»)                            | Номінація |                                                                         |           |
| Еллен Дедженерес (Доріг з фільму «У пошуках Дорі»)               | Перемога  |                                                                         |           |
| Джастін Тімберлейк (Цветан з фільму «Тролі»)                     | Номінація |                                                                         |           |
| Кевін Гарт (Сніжок з фільму «Секрети домашніх тварин»)           | Номінація |                                                                         |           |
| Різ Візерспун (Розіта з фільму «Співай»)                         | Номінація |                                                                         |           |
| Улюблений актор жанру єкшн                                       | Результат | BFFs (Best Friends Forever)                                             | Результат |
| Улюблені закляті вороги                                          | Результат | Найбільш бажана тварина                                                 | Результат |

| #Тусовка | Результат |
| -------- | --------- |

### Телевізійні категорії
| Улюблене дитяче ТВ-шоу                            | Результат | Улюблене сімейне ТВ-шоу                                   | Результат |
| ------------------------------------------------- | --------- | --------------------------------------------------------- | --------- |
| Game Shakers                                      | Номінація | Теорія великого вибуху                                    | Номінація |
| Дівчина пізнає світ/історія Райлі                 | Номінація | Black-ish                                                 | Номінація |
| Небезпечний Генрі                                 | Перемога  | Більш повна хата                                          | Перемога  |
| Ніккі, Ріккі, Діккі і Дон                         | Номінація | Агенти Щ.И.Т.                                             | Номінація |
| Грізна сімейка                                    | Номінація | Супердівчина                                              | Номінація |
|                                                   |           | Флеш                                                      | Номінація |
|                                                   |           |                                                           |           |
| Улюблений актор ТВ                                | Результат | Улюблена актриса ТВ                                       | Результат |
| Єйдан Галлахер (Ніккі, Ніккі, Ріккі, Діккі і Дон) | Номінація | Бреанна Іде (Френкі, Привиди дома Хатевей)                | Номінація |
| Бенжамін Флоурес мол. (Тріпл-джи, Game Shakers)   | Номінація | Дав Камерон (Лів і Медді, Лів і Медді)                    | Номінація |
| Кєйсі Сімпсон (Ріккі,Ніккі, Ріккі, Діккі і Дон)   | Номінація | Кіра Косарін (Фібі, Грізна сімейка)                       | Номінація |
| Джейс Норман (Генрі, Небезпечний Генрі)           | Перемога  | Ліззі Грін (Дон, Ніккі, Ріккі, Діккі і Дон)               | Номінація |
| Джек Гріффо (Макс, Грізна сімейка)                | Номінація | Ровен Бланчард (Райлі, Дівчина пізнає світ/історія Райлі) | Номінація |
| Тайлер Джеймс Вільямс (Лео, Піддослідні)          | Номінація | Зендая (Кей сі, Кей Сі. Під прикриттям)                   | Перемога  |
|                                                   |           |                                                           |           |
| Улюблене реаліті-шоу                              | Результат | Улюблений мультфільм                                      | Результат |
| Найсмішніше відео Америки                         | Номінація | Елвін!!! І бурундуки                                      | Номінація |
| Америка має талант                                | Перемога  | Губка Боб Квадратні Штани                                 | Перемога  |
| Американський воїн-ніндзя                         | Номінація | Юні титани, вперед!                                       | Номінація |
| Paradise Run                                      | Номінація | Черепашки Ніндзя                                          | Номінація |
| Shark Tank                                        | Номінація | Дивовижний світ Гамбола                                   | Номінація |
| The Voice                                         | Номінація | Гучний дім                                                | Номінація |

### Музичні категорії
| Улюблений співак              | Результат | Улюблена співачка                 | Результат |
| ----------------------------- | --------- | --------------------------------- | --------- |
| Джастін Бібер                 | Номінація | Адель                             | Номінація |
| Дрейк                         | Номінація | Бейонсе                           | Номінація |
| Бруно Марс                    | Номінація | Селена Гомес                      | Перемога  |
| Shawn Mendes                  | Перемога  | Аріана Ґранде                     | Номінація |
| Джастін Тімберлейк            | Номінація | Ріанна                            | Номінація |
| The Weeknd                    | Номінація | Меган Трейнор                     | Номінація |
|                               |           |                                   |           |
| Улюблений музичний гурт       | Результат | Улюблена пісня                    | Результат |
| Улюблений новий виконавець    | Результат | Улюблене музичне відео            | Результат |
| Улюблений DJ/EDM виконавець   | Результат | Улюблений саундтрек               | Результат |
| Улюблений вірусний виконавець | Результат | Всесвітньо-улюблена музична зірка | Результат |